# 2517
2517 هي سنة قادمة في التقويم الميلادي ستكون سنة بسيطة تبدأ يوم الأربعاء وهي السنة 517 من الألفية الميلادية الثالثة وسنة من سنوات القرن الحادي والعشرين